# Horsens község
Horsens község (dánul: Horsens Kommune) Dánia 98 községének (kommune, helyi önkormányzattal rendelkező közigazgatási egység) egyike. A Midtjylland régióban található. Horsens község Hedensted, Ikast-Brande, Samsø, Skanderborg és Odder községekkel határos. Lakosainak száma 90 966 fő (2020).